# Muslim ibne Alhajaje
Muslim ibne Alhajaje, de nome completo Abū al-Ḥusayn 'Asākir ad-Dīn Muslim ibn al-Ḥajjāj ibn Muslim ibn Ward ibn Kawshādh al-Qushayrī an-Naysābūrī, (nascido cerca de  de 815 - e falecido em 8 de maio de 875)  geralmente conhecido como Imam Muslim, foi um estudioso islâmico persa, erudito de hadices. Sua coleção de hadices, conhecida como Sahih Muslim, é uma das seis principais coleções no islamismo sunita e é considerada uma das duas coleções mais autênticas (sahih), ao lado de Sahih al-Bukhari.